# Liga Progressista
Liga Progressista ou Partido Liberal Progressista foi um partido político do Império do Brasil. Surgiu a partir de liberais descontentes com o domínio do Partido Conservador, e contou com o apoio alguns conservadores dissidentes, como Pedro de Araújo Lima e Nabuco de Araújo.
O programa da liga foi lançado oficialmente no dia 6 de junho de 1864 por Silveira Mota no Senado, sendo a liga dissolvida em 16 de julho de 1868 pelo imperador D. Pedro II, detentor do Poder Moderador. Dentre os seus integrantes, destacou-se a figura do Conselheiro Zacarias de Góis e Vasconcelos.
Para José Murilo de Carvalho, o Partido Progressista, como grupo político organizado e conciliador, dominou a cena política entre 1862–1868. A liga surgiu em 1862 e o consequente Partido Progressista, dois anos depois, em 1864, permanecendo atuante até 1868, quando então, com a queda de seu maior representante, Zacarias de Góis e Vasconcelos (“Inversão partidária” de 1868) acabou por dissolver-se. Parte de seus integrantes, formou o Partido Liberal e outra parte ingressaria no recém-fundado (em 1873) Partido Republicano.
No Segundo Reinado (1840–1889), outros foram os partidos de peso na vida pública e decisões políticas de então: o Partido Liberal (1831), o Partido Conservador (1837), o Partido Progressista (1862), o Partido Liberal-radical (1868), o Partido Liberal (1869), o Partido Republicano (1873), etc. e movimentos como a Reunião Popular no Recife para deliberar-se sobre o juramento do Projeto de Constituição e o Manifesto do Centro Liberal.

## Presidentes do Conselho de Ministros
| Nome                                   | Retrato | Origem     | Período dos mandatos                         |
| -------------------------------------- | ------- | ---------- | -------------------------------------------- |
| Zacarias de Góis                       |         | Bahia      | 24 de maio de 1862 - 30 de maio de 1862      |
| Pedro de Araújo Lima Marquês de Olinda |         | Pernambuco | 30 de maio de 1862 - 15 de janeiro de 1864   |
| Zacarias de Góis                       |         | Bahia      | 15 de janeiro de 1864 - 31 de agosto de 1864 |